# Yuta Goke
Yuta Goke (født 10. juni 1999) er en japansk fodboldspiller, som spiller for den japanske fodboldklub Vissel Kobe.